# Хефлин (Луизијана)
Хефлин (енгл. Heflin) град је у америчкој савезној држави Луизијана.

## Демографија
По попису из 2010. године број становника је 244, што је 1 (-0,4%) становника мање него 2000. године.
| Група             | 2000.       | 2010.       |
| Белци             | 219 (89,4%) | 205 (84,0%) |
| Афроамериканци    | 22 (9,0%)   | 29 (11,9%)  |
| Азијати           | 1 (0,4%)    | 0 (0,0%)    |
| Хиспаноамериканци | 2 (0,8%)    | 5 (2,0%)    |
| Укупно            | 245         | 244         |